# Línea 526 (Montevideo)

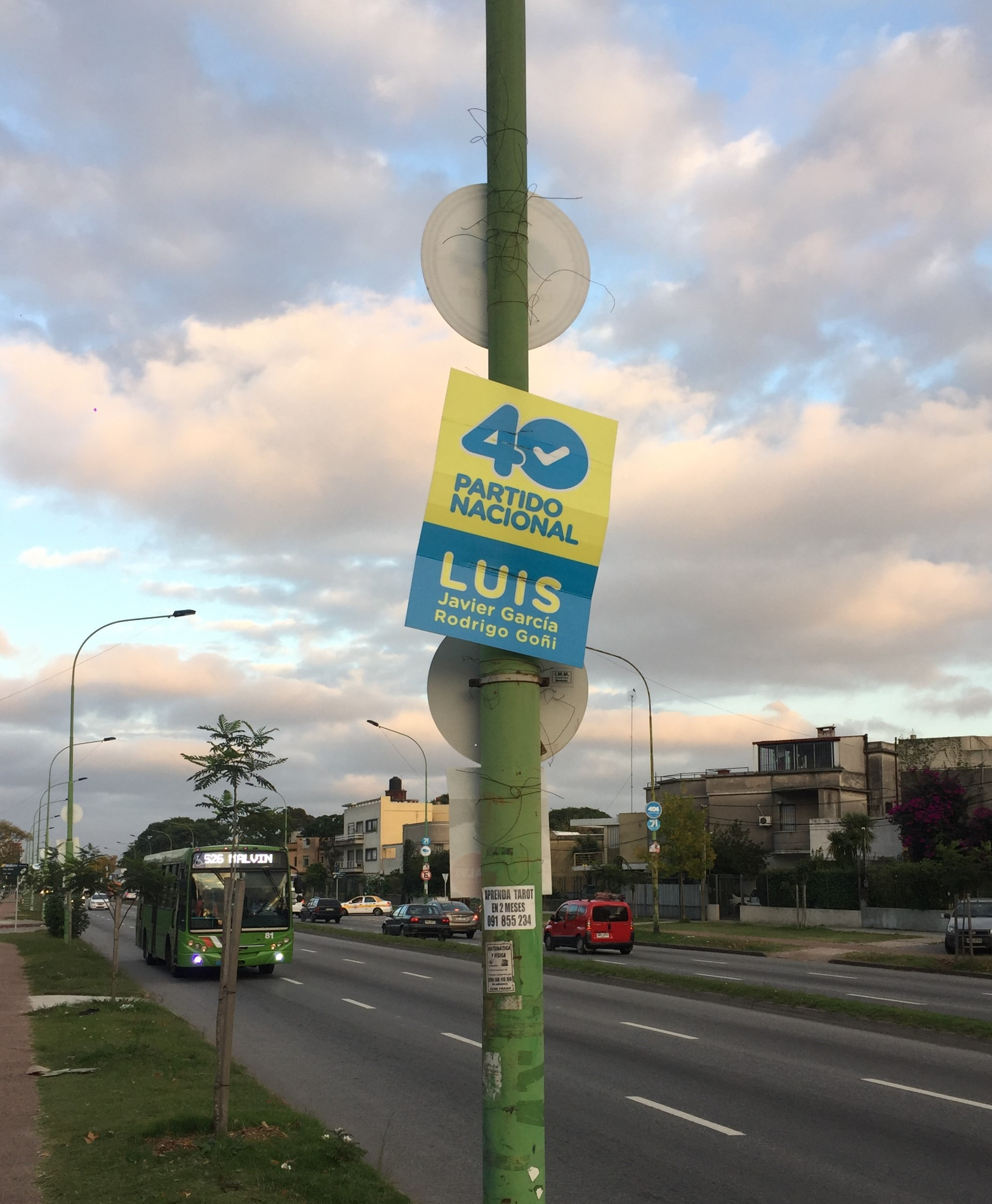
Línea 526

La línea 526  de la red de transporte urbano de Montevideo une Malvín con Colón. 

## Creación

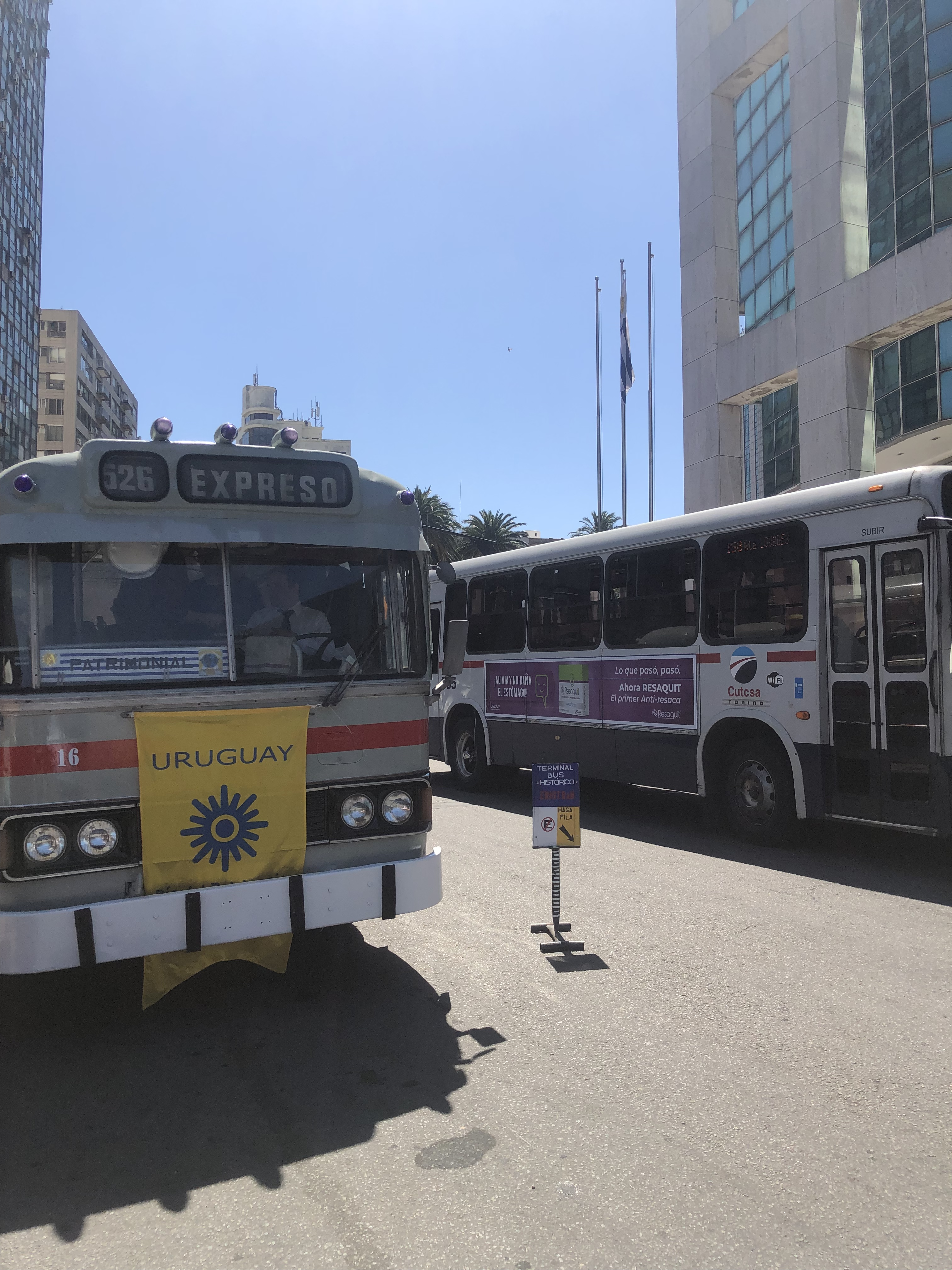
Histórica unidad Isuzu, con la cual se iniciaron sus servicios en 1963.

Comenzó a operar sus primeros servicios en 1963, bajo la denominación de línea 326, uniendo los barrios de Sayago y Buceo. 
En agosto de ese mismo año, tras la reorganización de líneas de parte del gobierno departamental, a la Corporación de Ómnibus Micro-Este se le asignó la centena 5 para todas sus líneas, adoptando la denominación que lleva hasta la actualidad.
En lo que respecta a su recorrido, el mismo iría teniendo diversas modificaciones a lo largo de los años, el primero de todos fue la extensión hacia Malvín desde Sayago y el segundo, fue en los albores de la década del ochenta, con la inauguración del Complejo América en Colón, cuando la línea debió extender su recorrido, para unir la zona de Malvin con dicho complejo habitacional.

## Recorridos
Circula por los barrios: Malvín, Malvín Nuevo, Buceo, Pocitos Nuevo, Pocitos, Cordón, Tres Cruces, Goes, La Comercial, Brazo Oriental, Atahualpa, Prado, Sayago, Sayago Norte, Conciliación y Colón.
| Ida - Orinoco - Alejandro Gallinal - Rambla O' Higgins - Missisippi - Aconcagua - Almería - Hipólito Yrigoyen - Avenida General Rivera - Bulevar Artigas - Avenida 8 de Octubre - Avelino Miranda - Goes - Juan Paullier - La Paz - Justicia - Juan Carlos Patrón - Inca - Domingo Aramburú - Porongos - Avenida General Garibaldi - Ramón Márquez - Bulevar Artigas - Avenida Millán - Bell - Camino Ariel - Carafi - Adolfo Rodríguez - Santiago del Estero - Camino General Máximo Santos - Camino Francisco Lecocq - Camino Casavalle - Eduardo Raíz - Lanús - Avenida General Garzón - Andén 3 (Terminal Colón) - Camino Colman - Avenida General Garzón - Calderón de la Barca - Camino Durán - Yegros - Andrés, hasta Juan Bonmesadri - Complejo América | Vuelta - Juan Bonmesadri - Camino Durán - Calderón de la barca - Avenida General Garzón - Andén 6 (Terminal Colón) - Camino Colman - Avenida General Garzón - 19 de Junio - Calderón de la Barca - Doctor Valentín Álvarez - Camino Lecocq - Camino Máximo Santos - Santiago del Estero - Adolfo Rodríguez - Carafi - Camino Ariel - Bell - Avenida Millán - Arapey - Zapicán - Bulevar Artigas - Ramón Márquez - Avenida General Garibaldi - Arenal Grande - Justicia - Suipacha - República - Miguelete - Bulevar Artigas - Avenida General Rivera - Avenida 18 de Diciembre - Aconcagua - Missouri - Orinoco, hasta Gallinal - Playa Malvín |